# 纖維強化塑膠
纖維強化塑膠（英語：fiber-reinforced plastic；FRP）或稱纖維強化聚合物（fiber-reinforced polymer），俗稱玻璃鋼、塑鋼，是以纖維強化聚合物基質的複合材料。常見的纖維種類有玻璃纖維、碳纖維、芳香聚醯胺及玄武岩纖維等。此外，也有以紙、木材、石棉等材料作為纖維。而常見的聚合物基質有環氧樹脂、乙烯基酯、熱固性聚酯或酚醛樹脂等。
纖維強化塑膠被廣泛應用於航空、汽車、船舶和建築等工業領域，也被應用於防彈裝甲中。